# Лео Велосо
Леона́рдо Енрі́ке Вело́со (порт. Leonardo Henrique Veloso, більш відомий як Ле́о Вело́со (порт. Léo Veloso); нар. 29 травня 1987, Педро-Леопольдо, Мінас-Жерайс, Бразилія) — бразильський футболіст, лівий крайній захисник. Нині вільний агент. Відомий виступами у нідерландському футбольному клубі «Віллем II» та румунському футбольному клубі «ЧФР Клуж». Золотий призер Ліги I чемпіонату Румунії та володар Кубку Румунії.

## Життєпис
Леонардо Енріке Велосо народився 29 травня 1987 року у бразильському місті Педро-Леопольдо, що у штаті Мінас-Жерайс. Коли юнаку виповнилося чотири роки батьки подарували йому футбольний м'яч, після чого він почав постійно цікавитися й займатися футболом, серйозно Велосо зайнявся цим видом спорту у 10-річному віці. У 12-річному віці скаути відомого бразильського футбольного клубу «Атлетіко Мінейро» помітили молодого футболіст та запросили до себе у футбольну школу.
Через декілька років футболістів юнацької школи Атлетіко було запрошено в Іспанію на міжнародний турнір. У тому ж змаганні брали участь футболісти з багатьох відомих іспанський футбольних клубів, як «Реал Мадрид», «Севілья», «Валенсія» тощо. Молодий бразильський футболіст добре себе зарекомендував, ставши одним з найкращих футболістів турніру. Згодом команда вирушила до Німеччини, де зустрілася з представниками дортмундської «Боруссії» та зінсгаймського «Гоффенгайма». У ході цього турне Лео зацікавився нідерландський футбольний клуб «Віллем II» Так Велосо переїхав до Європи й у січні 2008 року, де дебютував у Нідерландах у складі «Віллема II». Підписаний контракт був розрахований на два з половиною роки. У першій половині першого сезону у Велосо були проблеми, тому Лео грав тільки за дубль. Тільки у сезоні 2008–2009 він став повноправним членом команди «Віллем II». 30 серпня 2008 року бразилець грав у матчі проти «Аяксу» нарешті дебютував у формі «Віллема II» (2:1). У тій же команді провів три сезони, взявши участь у 40 матчах чемпіонату та у 2 матчах кубку Нідерландів.
Своєю грою за цю команду привернув увагу представників тренерського штабу румунського «ЧФР Клуж», до складу якого приєднався на початку 2010 року. Відіграв за команду з Клужа півтора сезони своєї ігрової кар'єри. За цей час Велосо разом із командою став чемпіоном Румунії та виграв Кубок Румунії.
До складу одеського «Чорноморця» приєднався 2012 року. У новому клубі відразу почав залучатися до основного складу команди в матчах чемпіонату України. У першому своєму сезоні 2011–2012 років у складі нової команди Лео зіграв 7 ігор у чемпіонаті (де забив один м'яч у матчі проти луганської Зорі) та один матч у кубку.
На початку 2014 року футболіст перебував на перегляді іншої української команди — полтавської «Ворскли».

## Статистика виступів
| Клуб                                            | Ліга              | Сезон             | Чемпіонат | Чемпіонат | Кубок | Кубок | Єврокубки | Єврокубки | Всього | Всього |
| Клуб                                            | Ліга              | Сезон             | Ігор      | Голів     | Ігор  | Голів | Ігор      | Голів     | Ігор   | Голів  |
| ----------------------------------------------- | ----------------- | ----------------- | --------- | --------- | ----- | ----- | --------- | --------- | ------ | ------ |
| «Чорноморець»                                   | ПЛ                | 11-12             | 7         | 1         | 1     | 0     | 0         | 0         | 8      | 1      |
| «Чорноморець»                                   | Всього            | Всього            | 7         | 1         | 1     | 0     | 0         | 0         | 8      | 1      |
| «ЧФР Клуж»                                      | ЛI                | 10-11             | 10        | 0         | 2     | 0     | 2         | 0         | 14     | 0      |
| «ЧФР Клуж»                                      | ЛI                | 09-10             | 10        | 0         | 2     | 0     | 0         | 0         | 12     | 0      |
| «ЧФР Клуж»                                      | Всього            | Всього            | 20        | 0         | 4     | 0     | 2         | 0         | 26     | 0      |
| «Віллем II»                                     | ЕД                | 09-10             | 13        | 0         | 1     | 0     | 0         | 0         | 14     | 0      |
| «Віллем II»                                     | ЕД                | 08-09             | 27        | 0         | 1     | 0     | 0         | 0         | 28     | 0      |
| «Віллем II»                                     | Всього            | Всього            | 40        | 0         | 2     | 0     | 0         | 0         | 42     | 0      |
| Всього за кар'єру                               | Всього за кар'єру | Всього за кар'єру | 67        | 1         | 7     | 0     | 2         | 0         | 76     | 1      |
| ЕД — Ередивізі; ЛI — Ліга I; ПЛ — Прем'єр-ліга. |                   |                   |           |           |       |       |           |           |        |        |
| Останнє оновлення 5 серпня 2013                 |                   |                   |           |           |       |       |           |           |        |        |

## Титули та досягнення

### Румунія
- Золотий призер Ліги I чемпіонату Румунії (1): 2009–2010.
- Володар Кубка Румунії (1): 2009–2010.